# Саломея Заксайте
Саломе́я Заксайте (*25 липня 1985, Каунас) — литовська шахістка, міжнародний майстер (WIM), кримінологиня, вчена-правознавиця, докторка права (2012).

## Біографія
Навчалася на юридичному факультеті Вільнюського університету. 
2012 року захистила докторську дисертацію кримінального права з проблем кримінології. Здобула докторський науковий ступінь. Від 2006 — науковиця Інституту права.

## Виноски
1. ↑  Chess Ratings (30.04.2024 20:38:06)
2. ↑  Promotion, 2012 [Архівовано 3 серпня 2017 у Wayback Machine.] (Vilnius)